# Procymbopteryx belialis
Procymbopteryx belialis là một loài bướm đêm trong họ Crambidae.